# Sherwood (sèrie de televisió)
Sherwood és una sèrie de televisió de drama criminal britànica del 2022, creada i escrita per James Graham. És protagonitzada per David Morrissey i està inspirada en l'assassinat del sindicalista Keith Frogson el 2004 a Nottinghamshire, Anglaterra. La primera sèrie de sis episodis va començar a emetre's a BBC One el 13 de juny de 2022. S'ha renovat per a una segona sèrie. La primera temporada es troba disponible en versió doblada i original subtitulada al català a Filmin. El 25 d'agost de 2024 es va estrenar la segona temporada, que va estar disponible des del 3 de desembre del mateix any a FilminCAT amb subtítols al català amb el nom de Sherwood. Nou cas.

## Argument
En un poble miner de Nottinghamshire, dos assassinats impacten molt fort sobre una comunitat ja fracturada pels esdeveniments de la gran vaga de miners. Un d'aquests assassinats és el de l'antic activista sindical Gary Jackson, el qual ha estat interessant-se per les activitats encobertes que la policia va dur a terme dins la comunitat durant aquest període. Això estableix una connexió entre els antics vaguistes i la policia.

## Repartiment
- Alun Armstrong com a Gary Jackson
- David Morrissey com el DCS Ian Saint Clair[6]
  - George Howard com el jove Ian
- Lesley Manville com a Julie Jackson[6]
  - Poppy Gilbert com la jove Julie[6]
- Robert Glenister com el DI Kevin Salisbury
  - Tom Glenister com el jove Kevin
- Kevin Doyle com a Fred Rowley
- Claire Rushbrook com a Cathy Rowley[6]
- Lorraine Ashbourne com a Daphne Sparrow
- Terence Maynard com el DS Cleaver
- Perry Fitzpatrick com a Rory Sparrow
- Andrea Lowe com el DI Taylor
- Philip Jackson com a Mickey Sparrow
- Clare Holman com a Helen Saint Clair
- Adam Hugill com a Scott Rowley
- Pip Torrens com el comissionat Charles Dawes
- Adeel Akhtar com a Andy Fisher
- Bally Gill com a Neel Fisher
- Joanne Froggatt com a Sarah Vincent
- Nadine Marshall com a Jenny Harris
- Don Gilet com a Jacob Harris
- Sunetra Sarker com el Sheriff de Nottingham
- Ace Bhatti com a Vinay Chakarbati
- Lindsay Duncan com a Jennifer Hale
- Jonathan Harden com el reverend Wells
- Christopher Fairbank com a Bill Raggett
- Stephen Tompkinson com a Warnock
- Mark Addy com a Ron Saint Clair
- |Mark Frost com a Martin Saint Clair
  - Callum Hymers com el jove Martin
- Chanel Cresswell com a Rosie Jackson
- Neil Ashton com a Carl
- Safia Oakley-Green com a Cinderella Jackson

## Episodis

### Primera temporada
| Núm. d'història | Episodi | Títol       | Direcció        | Guió         | Data d'estrena |  |
| --------------- | ------- | ----------- | --------------- | ------------ | -------------- |  |
| 1               | 1       | "Episode 1" | Lewis Arnold    | James Graham | 13 juny 2022   |  |
|                 |         |             |                 |              |                |  |
| 2               | 2       | "Episode 2" | Lewis Arnold    | James Graham | 14 juny 2022   |  |
|                 |         |             |                 |              |                |  |
| 3               | 3       | "Episode 3" | Lewis Arnold    | James Graham | 20 juny 2022   |  |
|                 |         |             |                 |              |                |  |
| 4               | 4       | "Episode 4" | Ben A. Williams | James Graham | 21 juny 2022   |  |
|                 |         |             |                 |              |                |  |
| 5               | 5       | "Episode 5" | Ben A. Williams | James Graham | 27 juny 2022   |  |
|                 |         |             |                 |              |                |  |
| 6               | 6       | "Episode 6" | Ben A. Williams | James Graham | 28 juny 2022   |  |
|                 |         |             |                 |              |                |  |

### Segona temporada
| Núm. d'història | Episodi | Títol       | Direcció     | Guió         | Data d'estrena        |  |
| --------------- | ------- | ----------- | ------------ | ------------ | --------------------- |  |
| 7               | 1       | "Episode 1" | Clio Barnard | James Graham | 25 d'agost de 2024    |  |
|                 |         |             |              |              |                       |  |
| 8               | 2       | "Episode 2" | Clio Barnard | James Graham | 26 d'agost de 2024    |  |
|                 |         |             |              |              |                       |  |
| 9               | 3       | "Episode 3" | Clio Barnard | James Graham | 1 de setembre de 2024 |  |
|                 |         |             |              |              |                       |  |
| 10              | 4       | "Episode 4" | Tom George   | James Graham | 2 de setembre de 2024 |  |
|                 |         |             |              |              |                       |  |
| 11              | 5       | "Episode 5" | Tom George   | James Graham | 8 de setembre de 2024 |  |
|                 |         |             |              |              |                       |  |
| 12              | 6       | "Episode 6" | Tom George   | James Graham | 9 de setembre de 2024 |  |
|                 |         |             |              |              |                       |  |

## Premis i nominacions
| Any  | Premi                                          | Categoria                      | Nominació                                                                                 | Resultat  | Ref.  |
| ---- | ---------------------------------------------- | ------------------------------ | ----------------------------------------------------------------------------------------- | --------- | ----- |
| 2022 | Royal Television Society Craft & Design Awards | Disseny de vestuari - Drama    | Orla Smyth-Mill                                                                           | Nominat   | [ 7 ] |
| 2022 | Royal Television Society Craft & Design Awards | Disseny de maquillatge - Drama | Nadia El-Saffar                                                                           | Nominat   | [ 7 ] |
| 2023 | Premis de la Royal Television Society          | Millor Sèrie Dramàtica         | Sherwood                                                                                  | Guanyador | [ 8 ] |
| 2023 | Premis de la Royal Television Society          | Millor Actor Secundari         | Adeel Akhtar                                                                              | Guanyador | [ 8 ] |
| 2023 | Premis BAFTA de televisió                      | Millor Sèrie Dramàtica         | James Graham, Lewis Arnold, Rebecca Hodgson, Juliette Howell, Tessa Ross, Harriet Spencer | Pendent   | [ 9 ] |
| 2023 | Premis BAFTA de televisió                      | Millor Actor Secundari         | Adeel Akhtar                                                                              | Pendent   | [ 9 ] |
| 2023 | Premis BAFTA de televisió                      | Millor Actriu Secundària       | Lesley Manville                                                                           | Pendent   | [ 9 ] |